# شمس أباد (خلخال)
شمس أباد هي قرية في مقاطعة خلخال، إيران. عدد سكان هذه القرية هو 156 في سنة 2006.